# Ранес, Терье
Те́рье Ра́нес (норв. Terje Ranes; род. 27 октября 1963 года) — норвежский актёр, театральный режиссёр, театральный продюсер, сценограф.
В 1983-1984 годы проходил военную службу. С 1986-1988 — учился в Норвежском университете естественных и технических наук на факультете психологии и кафедре английского языка. С 1990-1993 годы Терье получал образование в Национальной театральной академии.

## Театральная карьера

### Постановки и участие
Trøndelag Teater
- 1978 — Penelopes vev (актёр)

Театр  «Петрушка» (Petrusjka Teater)
- 1988 — Ravno (актёр)

Наш Театр (Teatret Vårt)
- 1994 — Brødrene Løvehjerte (по сценарию; актёр)
- 1995 — A Clockwork Orange (по роману; актёр)
- 1995 — Fruen fra havet (по пьесе; актёр)
- 1996 — Skriv meg i sanden (актёр)

Riksteatret
- 1996 — En midtsommernattsdrøm (по сценарию; актёр)
- 1997 — Miraklenes tid (актёр)
- 1997 — Gjøglernes Peer Gynt (актёр)
- 1999 — Instant Ibsen (актёр)
- 1999 — Den fjerde nattevakt (актёр)
- 2001 — Medmenneske (актёр)

Норвежский национальный театр (Nationaltheatret)
- 2000 — På Solsiden (актёр)

Норвежский театр (Det Norske Teatret)
- 2001 — Bør Børson (актёр)
- 2002 — Don Juan (актёр)

Открытый театр (Det Åpne Teater)
- 2001 — Snakk med framtida: Festival (актёр)
- 2003 — Den første (актёр)
- 2003 — Gudmoren (актёр)
- 2006 — Stolen (актёр)
- 2007 — Ibsen International Short Text Challenge 2006 (актёр)
- 2007 — Jan Mayen (актёр)

Норвежский театральный фестиваль (Norsk dramatikkfestival)
- 2002 — Meir (актёр)

Radioteatret
- 2003 — Risk (актёр)

Новый театр Осло (Oslo Nye Teater)
- 2004 — Victoria (актёр)
- 2005 — Olsenbanden jr. på cirkus (актёр)
- 2007 — Arsenikk og gamle kniplinger (актёр)

Brageteatret
- 2005 — Alt for Gyda - og litt for Norge (актёр)

Фабула Раса (Fabula Rasa)
- 2008 — Veras Vinduer (актёр)

Блендверк (Blendwerk)
- 2008 — Testen - Safari - Krokodillen (актёр, режиссёр, продюсер, сценограф)
- 2011 — Å leve på kode (актёр, режиссёр)

Холугаланд (Hålogaland Teater)
- 2011 — En folkefiende (по пьесе; актёр)

Хаугесунд (Haugesund Teater)
- 2013 — Blodig alvor (по сценарию; актёр)

Нордландский театр (Nordland Teater)
- 2013 — En sporvogn til begjær (по пьесе; актёр)
- 2015 — Døden og piken (по сценарию; актёр)[1]

## Фильмография
| Год  |     | Русское название        | Оригинальное название                             | Роль                 |
| ---- | --- | ----------------------- | ------------------------------------------------- | -------------------- |
| 2003 | мф  | Юнга с корабля пиратов  | Kaptein Sabeltann                                 | озвучка, голос       |
| 2010 | ф   | Остаться в живых 3      | Fritt vilt III                                    | Эйнар                |
| 2010 | кор | По ту сторону Атлантики | Tuba Atlantic                                     | доктор               |
| 2011 | ф   | Йорген + Анна = правда  | Totally True Love                                 | папа Анны            |
| 2012 | ф   |                         | The Oscar Nominated Short Films 2012: Live Action | доктор               |
| 2012 | ф   | Почти мужчина           | Mer eller mindre mann                             | Симен                |
| 2013 | с   |                         | Hjem                                              | тренер               |
| 2014 | с   | Богатство               | Mammon                                            | Йон Стенсруд         |
| 2014 | с   | Игры                    | The Games                                         | папа                 |
| 2014 | кор |                         | Tre dalmatinere                                   | участковый инспектор |
| 2015 | с   |                         | Hva Hvis?                                         |                      |
| 2015 | с   |                         | Mysteriet på Sommerbåten                          | Торвальд             |
| 2015 | с   |                         | Unge lovende                                      | Харальд              |
|      | кор |                         | Broke                                             | учитель              |

## Личная жизнь
Терье Ранес женат, имеет троих детей. Живёт в Осло.